# Kazuyoshi Ishii
Kazuyoshi Ishii (石井和義, Ishii Kazuyoshi) (Uwajima, Ehime, 10 juni 1953) is een Japanse meester van Seidokan Karate en de oprichter van de K-1. Dit is een vechtsportcompetitie die onder andere het thaiboksen, taekwondo, karate, kungfu, kickboksen en het traditionele boksen combineert. In 2004 werd hij door de districtsrechtbank van Tokio veroordeeld tot 22 maanden gevangenis wegens belastingontduiking.